# Carl Menckhoff
Carl Menckhoff (14 avril 1883 à Herford (province de Westphalie) — 11 janvier 1948 en Suisse) est l'un des plus vieux pilote de chasse allemand de la Première Guerre mondiale.

## Biographie
Il est né à Herford, en province de Westphalie le 14 avril 1883. Il a donc 30 ans lorsque les hostilités débutent. Il avait été appelé sous les drapeaux en 1903 et c'est avec le 106e régiment d'infanterie que Carl découvre la guerre et ses horreurs. Il se distingue dans les tranchées puisqu'il reçoit déjà la Croix de fer 1re classe à la fin de l'année et porte plusieurs cicatrices sur le corps. Pour échapper à la boue et aux massacres de la guerre sur terre, il demande et obtient une affectation dans « la cavalerie du ciel ». Après avoir participé à plusieurs opérations en Russie en tant qu'observateur, Menckhoff devient pilote instructeur en 1916. Il rejoint ensuite la Jasta 3 en tant que sergent-chef au début de l'année suivante. Il combat en France puis dans le secteur de Ypres en Belgique où il obtient d'ailleurs de nombreux succès à bord de son Albatros D.III (Zonnebeke, Langemark, Moorsele, Bellewaerde…).
Après sa 12e victoire, il est abattu le 23 septembre par un flight du 56e Squadron alors qu'il tentait de porter secours à Werner Voss. Il est en quitte pour une grosse frayeur et une blessure légère. Le 11 février 1918, il prend le commandement de la Jasta 72 (en) avec laquelle il obtient 20 nouvelles victoires. Son escadrille est l'une des plus performantes en ce début d'année et il se voit décerner la Croix de Chevalier de la Maison des Hohenzollern puis l'Ordre Pour le Mérite le 23 avril.
Le 25 juillet 1918, l'Oberleutnant Menckhoff effectue une mission de reconnaissance au-dessus de la Marne. À 18 h 45 il est surpris par le lieutenant Walter L. Avery du 95e US Aero Squadron. Son appareil étant criblé de balle, Carl est contraint d'effectuer un atterrissage en catastrophe près de Château-Thierry où il est capturé. Il est interné au camp de Montoire près d'Orléans quand il réussit une évasion spectaculaire en août 1919. Le fugitif parvient à franchir la frontière suisse et décide alors de s'établir dans ce pays où il deviendra un homme d'affaires prospère.
Carl Menckhoff est décédé le 11 janvier 1948 en Suisse.